# Karine Asth
Karine Asth (Nova Friburgo) é uma escritora brasileira.

## Prêmios
Venceu o Prêmio Jabuti em 2023 na categoria Romance de Entretenimento, com o livro Dentro do nosso silêncio, publicado pela editora Bestiário.